# Absorptionslinje

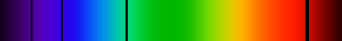
Absorptionslinjer

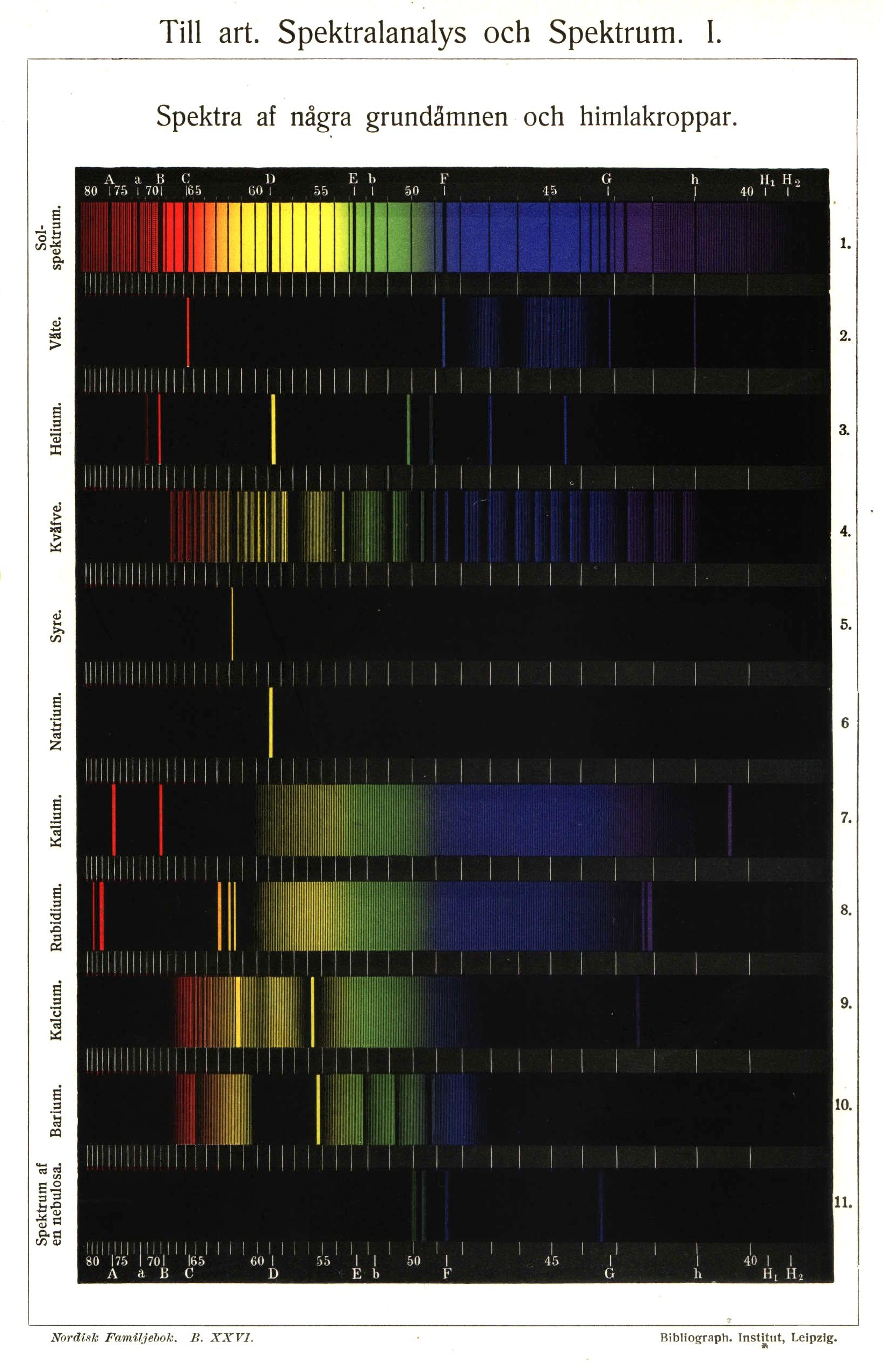
Linjespektra av grundämnen och himlakroppar.

En absorptionslinje är en mörk linje i ett spektrum av ljuset från en ljuskälla där ljuset passerat genom ett gasformigt ämne som absorberat vissa bestämda våglängder. Det som händer när en viss specifik våglängd absorberas av ett enskilt ämne är att elektroner i dess atomer övergår från en lägre energinivå till en högre. Det enskilda ämnet kan bara absorbera fotoner med precis den energi (våglängd) som motsvarar skillnaden i energinivåerna, och dessa är precis som för emissionslinjer specifika för varje typ av ämne.
Absorptionslinjer förekommer till exempel i ljuset från stjärnor eller andra astronomiska objekt och uppstår dels av att ljuset absorberas av ämnen i stjärnans atmosfär, dels av att ljuset passerar genom olika ämnen i den mellanliggande rymden. Sådana linjer observerades första gången av William Hyde Wollaston och namngavs senare av Joseph von Fraunhofer (Fraunhoferska linjerna)